# Сомаски

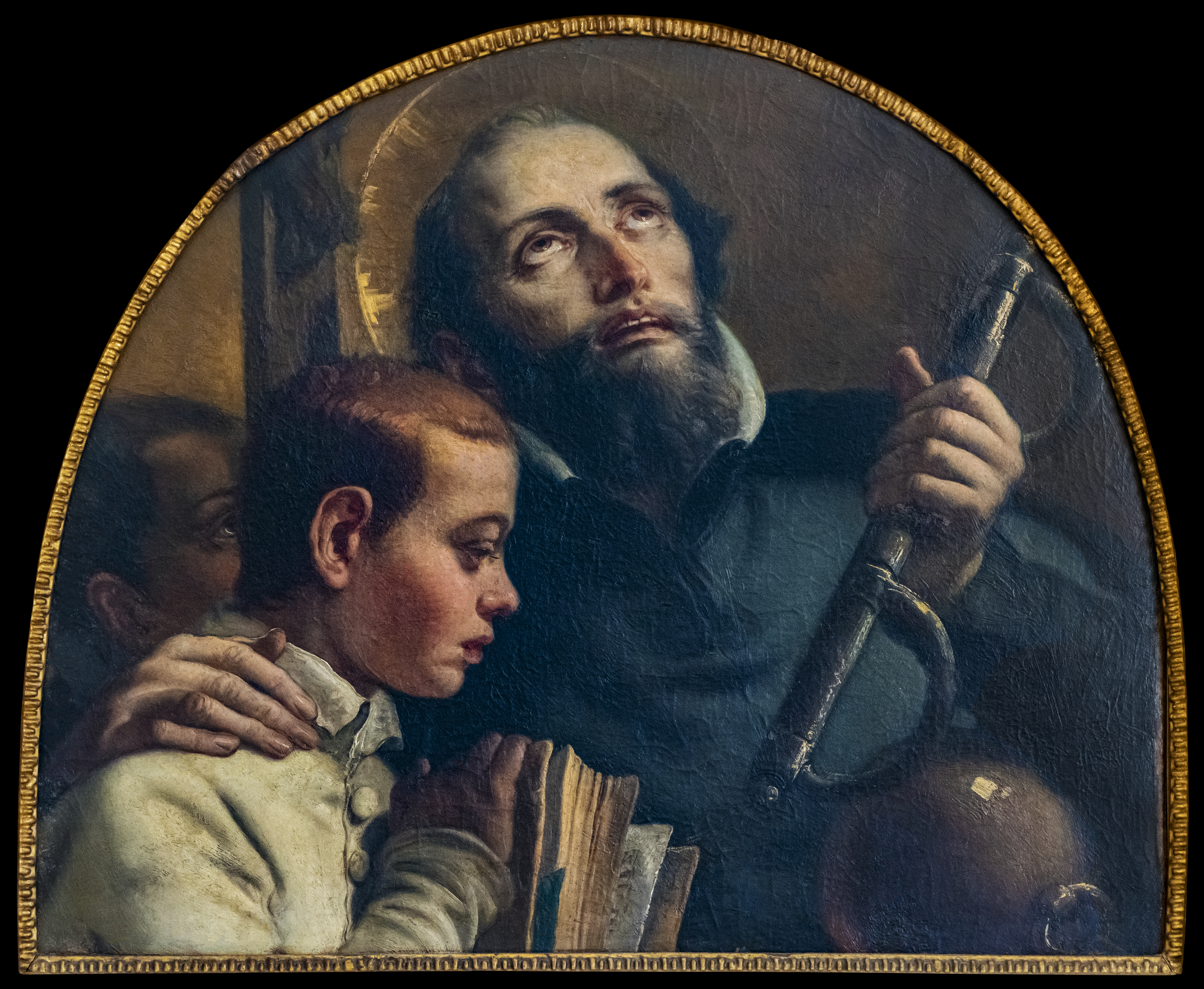
Св. Иероним Эмилиани, основатель братства клириков Сомаски

Сома́ски, Конгрегация Регулярных клириков Сомаски, Братство клириков Сомаски (лат.  Clerici Regulares Congregationis Somaschae, C.R.C.S ) — католическая монашеская конгрегация регулярных клириков, основанная в XVI веке.

## Организация
Конгрегация по данным на 2014 год насчитывала 500 членов, из них 351 священник. Сомаски окормляют 95 приходов, большая часть которых находится в Италии. Сомаски также представлены в Испании, Польше, Румынии, США, Индии, Австралии и нескольких странах Латинской Америки.
Резиденция конгрегации расположена в римском храме Сан-Джироламо-делла-Карита. Клирикам Сомаски принадлежат в итальянской столице ещё две известных церкви — Санта-Мария-ин-Аквиро и Сант-Алессио.
Основная сфера деятельности конгрегации — забота об обездоленных, работа в реабилитационных центрах и госпиталях, образовательная деятельность, работа в приходах.

## История
Основатель конгрегации святой Иероним Эмилиани после своего обращения и рукоположения посвятил себя помощи сиротам и беспризорным детям. К 1531 году им были основаны сиротские приюты в Венеции, Бергамо и Комо, и госпиталь для обездоленных в Венеции. Годом позже св. Иероним ещё с двумя священниками основал религиозное общество «Общество служителей бедным». Центром общества был дом в небольшом поселении Сомаски между Бергамо и Миланом, которое впоследствии дало имя конгрегации.
Вновь созданное общество занималось помощью сиротам, обездоленным детям и подросткам; а также обучению детей и оказанием им медицинской помощи. Считается, что именно клирики Сомаски создали первый катехизис, то есть изложение религиозных истин в форме вопросов и ответов
В 1537 году св. Иероним умер, заразившись от больного, за которым ухаживал. Общество оказалось на грани исчезновения, в 1547 году члены общества неудачно пытались кооперироваться с иезуитами, с 1547 по 1555 они были объединены с театинцами. В 1563 году папа Пий IV утвердил конституцию общества, а в 1568 году Пий V возвёл общество в статус монашеского ордена. С этого момента его члены стали приносить монашеские обеты, а сама конгрегация получила имя Конгрегация Регулярных клириков Сомаски.
Конгрегация начала развиваться, ею были основаны колледжи христианского образования в Риме и Павии. В XVII веке деятельность клириков Сомаски распространилась за пределы Италии, сомаски появились в Австрии, Швейцарии и Франции. К концу XVIII века сомаскам принадлежало 119 центров в 4 провинциях — Риме, Ломбардии, Венеции и Франции.
Бурные политические события конца XVIII — XIX веков во Франции и Италии нанесли конгрегации ощутимый удар, однако в XX веке её положение стабилизировалось. В XX веке клириками Сомаски были основаны миссии за пределами Европы, в первую очередь в странах Южной и Центральной Америки.